# Муз-Крік (Аляска)
Муз-Крік (англ. Moose Creek) — переписна місцевість (CDP) в США, в окрузі Фербенкс-Норт-Стар штату Аляска. Населення — 534 особи (2020).

## Географія
Муз-Крік розташований за координатами 64°42′59″ пн. ш. 147°10′0″ зх. д. / 64.71639° пн. ш. 147.16667° зх. д. (64.716369, -147.166627).  За даними Бюро перепису населення США в 2010 році переписна місцевість мала площу 4,25 км², з яких 3,87 км² — суходіл та 0,38 км² — водойми.

## Демографія
Згідно з переписом 2010 року, у переписній місцевості мешкало 747 осіб у 305 домогосподарствах у складі 184 родин. Густота населення становила 176 осіб/км².  Було 332 помешкання (78/км²).
Расовий склад населення:
| - 78,0 % — білих - 5,1 % — корінних американців - 5,1 % — чорних або афроамериканців - 2,9 % — азіатів - 0,7 % — вихідців з тихоокеанських островів - 1,3 % — осіб інших рас |

До двох чи більше рас належало 6,8 %. Частка іспаномовних становила 4,8 % від усіх жителів.
За віковим діапазоном населення розподілялося таким чином: 25,6 % — особи молодші 18 років, 68,9 % — особи у віці 18—64 років, 5,5 % — особи у віці 65 років та старші. Медіана віку мешканця становила 28,6 року. На 100 осіб жіночої статі у переписній місцевості припадало 119,7 чоловіків;  на 100 жінок у віці від 18 років та старших — 126,0 чоловіків також старших 18 років.
За межею бідності перебувало 2,1 % осіб, у тому числі 0,0 % дітей у віці до 18 років та 0,0 % осіб у віці 65 років та старших.
Цивільне працевлаштоване населення становило 342 особи. Основні галузі зайнятості: публічна адміністрація — 24,3 %, транспорт — 18,1 %, мистецтво, розваги та відпочинок — 13,7 %, освіта, охорона здоров'я та соціальна допомога — 13,5 %.